# Кульберг, Герберт фон
Ге́рберт Па́уль Гео́рг фон Ку́льберг (Герберт Артурович Кульберг) (латыш. Herberts Pauls Georgs fon Kūlbergs, 22 ноября 1893, Рига — 12 сентября 1915) — российский пловец. Участник летних Олимпийских игр 1912 года.

## Биография
Герберт фон Кульберг родился 22 ноября 1893 года в Риге.
Выступал в соревнованиях по плаванию за 1-е Балтийское плавательное общество из Риги.
В 1912 году вошёл в состав сборной России на летних Олимпийских играх в Стокгольме. В плавании на 100 метров вольным стилем занял последнее, 4-е место в 1/8 финала.
Стал первым в истории российским пловцом, стартовавшим на Олимпийских играх — также, как и он, 7 июля на дистанции 1500 метров вольным стилем выступал Павел Авксентьев, на дистанции 200 метров брассом Георгий Баймаков, но их соревнования начались позже.
Участвовал в Первой мировой войне в звании прапорщика лейб-гвардии 2-го лейб-драгунского Псковского полка.
Был тяжело ранен на поле боя и умер от ран в полевом госпитале 12 сентября 1915 года.

## Семья
Отец — Артур Вильгельм фон Кульберг, купец.
Мать — Елизавета Мария Антония фон Кульберг (в девичестве Беренс).